# Százhalombatta
Százhalombatta je mesto na Madžarskem, ki upravno spada v podregijo Budaörsi Županije Pešta.